# Klasztor franciszkanów reformatów w Rawiczu
Klasztor franciszkanów reformatów w Rawiczu – nieistniejący barokowy klasztor franciszkanów reformatów w Rawiczu z kościołem klasztornym pw. św. Antoniego Padewskiego.

## Historia i lokalizacja
Pierwszy kościół katolicki w Rawiczu powstał w 1673 z fundacji Jana z Bnina Opalińskiego, trzeciego właściciela miasta. Kościół ten wraz z klasztorem stał poza obrębem miasta. Dla opieki nad ludnością katolicką dziedzic sprowadził z klasztoru w Miejskiej Górce franciszkanów reformatów. Księgi metrykalne z parafii w Łaszczynie świadczą o działalności reformatów, którzy wpływali na stały wzrost liczby przejść na katolicyzm wśród mieszkańców miasta. W klasztorze na stałe pracowało ośmiu kapłanów (trzech kaznodziejów polskich, trzech niemieckich oraz dwóch stałych spowiedników).
W czasie III wojny północnej w 1707 kościół splądrowali żołnierze carscy. Nowy klasztor i kościół ufundowali Sapiehowie w 1732. W tym samym okresie wzniesiono również ratusz miejski. Kościół konsekrowano w 1782. Dekoracje wnętrza wykonał rawicki snycerz Antoni Schultz.
Klasztor uległ kasacie w 1818. Władze zaboru pruskiego utworzyły w klasztorze dom karny. Kościół przemianowano na kaplicę więzienną. W 1851 abp Leon Przyłuski zabronił sprawowania kultu katolickiego w kościele. Powodem było odprawianie w nim również nabożeństw luterańskich. Po pożarze w 1853 przez pewien czas w kościele mieszkali więźniowie. Gdy w 1867 erygowano w Rawiczu parafię katolicką, kościół pełnił funkcję świątyni parafialnej. W latach międzywojennych świątynia klasztorna pełniła funkcję kościoła garnizonowego dla żołnierzy III batalionu 55 Pułku Piechoty i kadetów korpusu rawickiego. W czasie II wojny światowej kościół zamieniono na magazyn. W styczniu 1945 świątynię spalili Rosjanie. Ostatecznie ruiny rozebrano w 1950. Na ich miejscu wzniesiono nowe gmachy więzienne. Obecnie na terenie zakładu penitencjarnego istnieją jeszcze budynki, które stanowiły część zabudowy klasztornej reformatów. Pamiątką po istnieniu domu zakonnego w przestrzeni miasta jest nazwa ul. Klasztornej.
W czerwcu 2011 w ramach akcji Rawicz Uwalnia Światło na murze zakładu karnego wyświetlono zdjęcie przedstawiające fasadę kościoła klasztornego pw. św. Antoniego z Padwy.